# Limenitis zalmona
Limenitis zalmona är en fjärilsart som beskrevs av William Chapman Hewitson 1871. Limenitis zalmona ingår i släktet Limenitis och familjen praktfjärilar. Inga underarter finns listade i Catalogue of Life.